# Gradina (Virovitičko-podravska županija)
Gradina je općina u Hrvatskoj. Nalazi se u Virovitičko-podravskoj županiji. 

## Zemljopis
Općina Gradina smještena je u sjeveroistočnom dijelu Hrvatske, unutar Virovitičko-podravske županije, te se proteže uz rijeku Dravu.
Nalazi se u nizinskom dijelu zemlje, pretežno ravničarskog reljefa, karakterističnog za područje uz Dravu.
Gradina je udaljena oko 12 kilometara zapadno od Virovitice, županijskog središta. Također je relativno blizu mađarske granice, što omogućuje dobru povezanost s tom državom.

## Stanovništvo

### Stanovništvo općine Gradina
Po popisu stanovništva iz 2021. godine, općina Gradina imala je 2874 stanovnika, raspoređenih u 11 naselja:
- Bačevac – 285
- Brezovica – 471
- Budakovac – 194
- Detkovac – 204
- Gradina – 730
- Lipovac – 187
- Lug Gradinski – 54
- Novi Gradac – 128
- Rušani – 373
- Vladimirovac – 34
- Žlebina – 214[5]

Prema popisu stanovništva 2011. godine općina Gradina je imala 3850 stanovnika. Prema popisu stanovništva 2011. godine naselje Gradina je imalo 916 stanovnika.
| broj stanovnika | 3538  | 4777  | 4903  | 5475  | 5647  | 6009  | 5950  | 8400  | 9407  | 9521  | 9060  | 7598  | 6075  | 5297  | 4485  | 3850  | 2874  |
|                 | 1857. | 1869. | 1880. | 1890. | 1900. | 1910. | 1921. | 1931. | 1948. | 1953. | 1961. | 1971. | 1981. | 1991. | 2001. | 2011. | 2021. |

| broj stanovnika | 722   | 877   | 995   | 974   | 1033  | 1029  | 960   | 1223  | 1337  | 1357  | 1400  | 1320  | 1098  | 1058  | 972   | 916   | 730   |
|                 | 1857. | 1869. | 1880. | 1890. | 1900. | 1910. | 1921. | 1931. | 1948. | 1953. | 1961. | 1971. | 1981. | 1991. | 2001. | 2011. | 2021. |

## Uprava
Načelnik: dr.met.vet. Josip Vučemilović-Jurić
Jedinstveni upravni odjel: pročelnik Ivana Brajković
Administrativni referent: Snježana Juhas
Viši stručni referent: Anamari Crljen
Općinsko vijeće: Ivan Matić, Mario Zagorac, Drago Dorić, Branko Šimić, Marijan Podnar, Ljiljana Zec, Marin Viljevac, Ivan Gojević, Igor Gojević-Zrnić, Rok Viljevac, Tomislav Boban, Patrik Gnand, Antun Kašić

## Udruge
- Lovni turizam: 
  - Lovačka udruga "Kuna" Detkovac
  - Lovačko društvo "Jelen" Rušani
  - Lovačka udruga "Sokol" Gradina
- Ribolovni turizam: 
  - Općinsko sportsko-ribolovni klub "Dravica" Detkovac
  - Županijski športsko-ribolovni klub "Žlebina 2009"
  - Športsko ribolovni klub "Karas" Budakovac
- Ostalo:
  - DVD Rušani
  - KUD "Seljačka sloga" Brezovica
  - Općinsko sportsko-ribolovni klub "Dravica" Detkovac
  - DVD Gradina
  - Udruga »Svi smo mi istog roda ali drugih narodnih običaja«
  - Udruga umirovljenika Općine Gradina
  - UDVDR ogranak Općine Gradina
  - Udruga hrvatskih branitelja Domovinskog rata Općine Gradina "Karaula"
  - DVD Budakovac
  - DZMH – Udruga Novi Gradac
  - NK "Napredak" Rušani
  - NK "Graničar"
  - NK "Brana Bačevac"
  - DVD Stara Brezovica
  - Općinski NK "Gradina" Gradina
  - Općinski NK "Stara Brezovica"
  - NK "Slaven" Detkovac
  - Vatrogasna zajednica Općine Gradina[8]

## Poznate osobe
- Boško Buha
- Željko Krušlin – Kruška
- Andrija Hebrang
- Slavko Šajber
- Đuro Dečak

## Obrazovanje
- Osnovna škola Gradina
- Dječji vrtić Krijesnica[9]

## Šport
- NK Gradina

## Vanjske poveznice
- Službene stranice općine Gradina